# Граф Портарлингтон

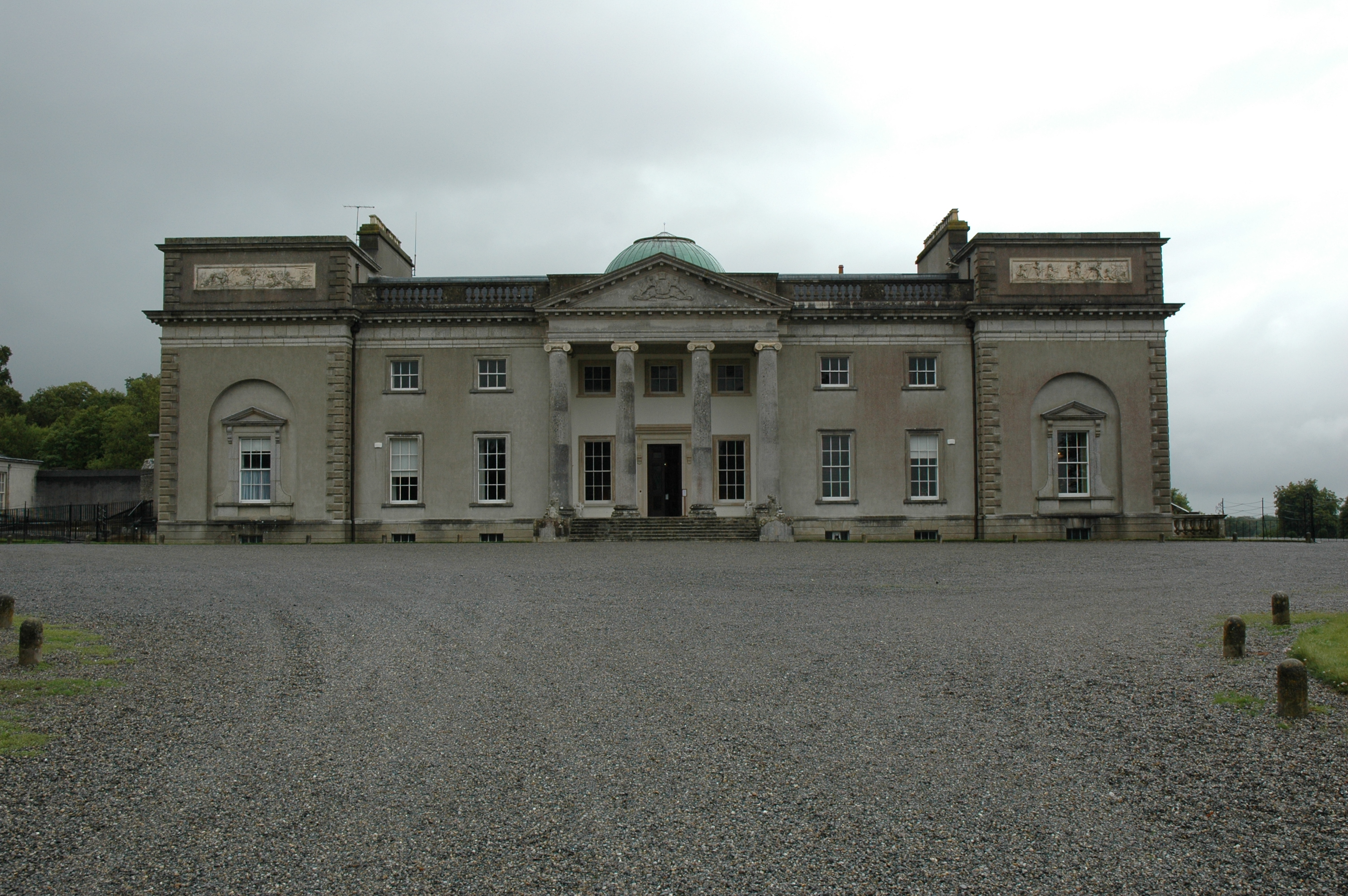
Эмо-Корт, бывшая резиденция графов Портарлингтон, графство Лиишь, Ирландия

Граф Портарлингтон (англ. Earl of Portarlington) — титул в системе Пэрства Ирландии. Он был создан 21 июня 1785 года для Джона Доусона, 1-го графа Портарлингтона (1744—1798), который ранее представлял Портарлингтон в Ирландской палате общин. Он был сыном Уильяма Доусона, 1-го виконта Карлоу, который представлял Портарлингтон и графства Куинс в Ирландской палате общин. Уильям Доусон получил титулы барона Доусона из Доусона Корта в графстве Куинс (1770) и виконта Карлоу в графстве Карлоу (1776). Эти титулы являлись пэрством Ирландии. Ему наследовал в 1798 году старший сын Джон Доусон, 2-й граф Портарлингтон (1781—1845). Он служил полковником в 23-м драгунском полку и сражался в битве при Ватерлоо в 1815 году.
2-й граф не был женат, и ему наследовал его племянник, Генри Доусон-Дамер, 3-й граф Портарлингтон (1822—1889). Он был сыном капитана достопочтенного Генри Доусона, второго сына 1-го графа Портарлингтона. Он получил королевское разрешение на дополнительную фамилию «Дамер» и унаследовал большое имение в аббатстве Милтон в Дорсете от своей тетки Леди Кэролайн Дамер. Лорд Портарлингтон заседал в Палате лордов в качестве представителя ирландских пэров с 1855 по 1889 год.
В 1889 году после смерти 3-го графа его титулы унаследовал двоюродный брат, Лайонел Сеймур Уильям Доусон-Дамер, 4-й граф Портарлингтон (1832—1892), сын полковника Джорджа Доусона-Дамера, третьего сына 1-го графа Портарлингтона. Лорд Портарлингтон представлял Портарлингтон в Палате общин Великобритании от консервативной партии. Ему наследовал его сын, Джордж Лайонел Доусон-Дамер, 5-й граф Портарлингтон (1858—1910). Он также представлял ирландских пэров в Палате лордов Великобритании с 1896 по 1900 год.
Джорд Лайонел Доусон-Дамер, 7-й граф Портарлингтон (1938—2024), который стал преемником своего деда в 1959 году. Он являлся сыном Джорджа Сеймура Лайонела Доусона-Дамера, виконта Карлоу, собственника типографии «Corvinus Press», который погиб на фронте в 1944 году.
По состоянию на 2024 год, обладателем титула является его сын, Чарльз Джордж Юилл Сеймур Доусон-Дамер, 8-й граф Портарлингтон (род. 1965), который стал преемником своего отца в 2024 году.
Родовое имение графов Портарлингтон находится в Глидсвуд-хаус, недалеко от Мелроза в Роксбургшире (Шотландия). Бывший родовым гнездом был дом Эмо-Корт, рядом с деревней Эмо, графство Лиишь в Ирландии.

## Виконты Карлоу (1776)
- 1776—1779: Уильям Генри Доусон, 1-й виконт Карлоу (1712 — 22 августа 1779), сын Ефрема Доусона (ум. 1746) и Энн Престон;
- 1779—1798: Джон Доусон, 2-й виконт Карлоу (23 августа 1744 — 25 ноября 1798), сын Уильяма Генри Доусона и Мэри Дамер (ум. 1769), граф Портарлингтон с 1785 года.

## Графы Портарлингтон (1785)
- 1785—1798: Джон Доусон, 1-й граф Портарлингтон (23 августа 1744 — 22 ноября 1798), сын 1-го виконта Карлоу;
- 1798—1845: Джон Доусон, 2-й граф Портарлингтон (26 февраля 1781 — 28 декабря 1845), старший сын предыдущего;
- 1845—1889: Генри Джон Рубен Доусон-Дамер, 3-й граф Портарлингтон (5 сентября 1822 — 1 марта 1889), сын капитана Генри Доусона (1786—1841)[1], внук 1-го графа Портарлингтона;
- 1889—1892: Лайонел Сеймур Уильям Доусон-Дамер, 4-й граф Портарлингтон (7 апреля 1832 — 17 декабря 1892), сын полковника Джорджа Лайонела Доусона-Дамера (1788—1856) и внук 1-го графа Портарлингтона;
- 1892—1900: Джордж Генри Сеймур Лайонел Доусон-Дамер, 5-й граф Портарлингтон (19 августа 1858 — 31 августа 1900), старший сын предыдущего;
- 1900—1959: Лайонел Артур Сеймур Генри Доусон-Дамер, 6-й граф Портарлингтон (26 августа 1883 — 4 июля 1959), старший сын предыдущего;
- 1959—2024: Джордж Сеймур Юилл Лайонел Доусон-Дамер, 7-й граф Портарлингтон (10 августа 1938 — 6 октября 2024), сын Джорджа Лайонела Сеймура Доусона-Дамера, виконта Карлоу (1907—1944) и внук предыдущего;
- 2024 — настоящее время: Чарльз Джордж Юилл Сеймур Доусон-Дамер, 7-й граф Портарлингтон (род. 1965), старший сын предыдущего;
  - Наследник: Генри Доусон-Дамер, виконт Карлоу (род. 13 ноября 2009), единственный сын предыдущего;
    - Второй наследник: достопочтенный Эдвард Лайонел Сеймур Доусон-Дамер (род. 1967), дядя предыдущего.